# 明鲁惠王、恭王、端王墓
明鲁惠王、恭王、端王墓，位于山东省济宁市泗水县圣水峪镇皇城村，是中华人民共和国山东省文物保护单位之一。墓中埋葬的是明朝鲁国的三位藩王：朱泰堪、朱頤坦、朱觀𤊟。
1992年6月12日，授予山东省文物保护单位，是一座古墓葬。